# Fiat 500 (2007)
Pour les articles homonymes, voir Fiat 500.
La Fiat 500 de deuxième génération est une voiture citadine du constructeur automobile italien Fiat produite a partir de 2007 pour le marché européen.
Cette génération est toujours produite dans l'usine Fiat d'Oran en Algérie. 
Dévoilée en mai 2004 sous forme d'un concept car nommé Trepiùno, cette automobile de 3,55 m reprend la ligne d'ensemble sous forme néo-rétro.

## Historique

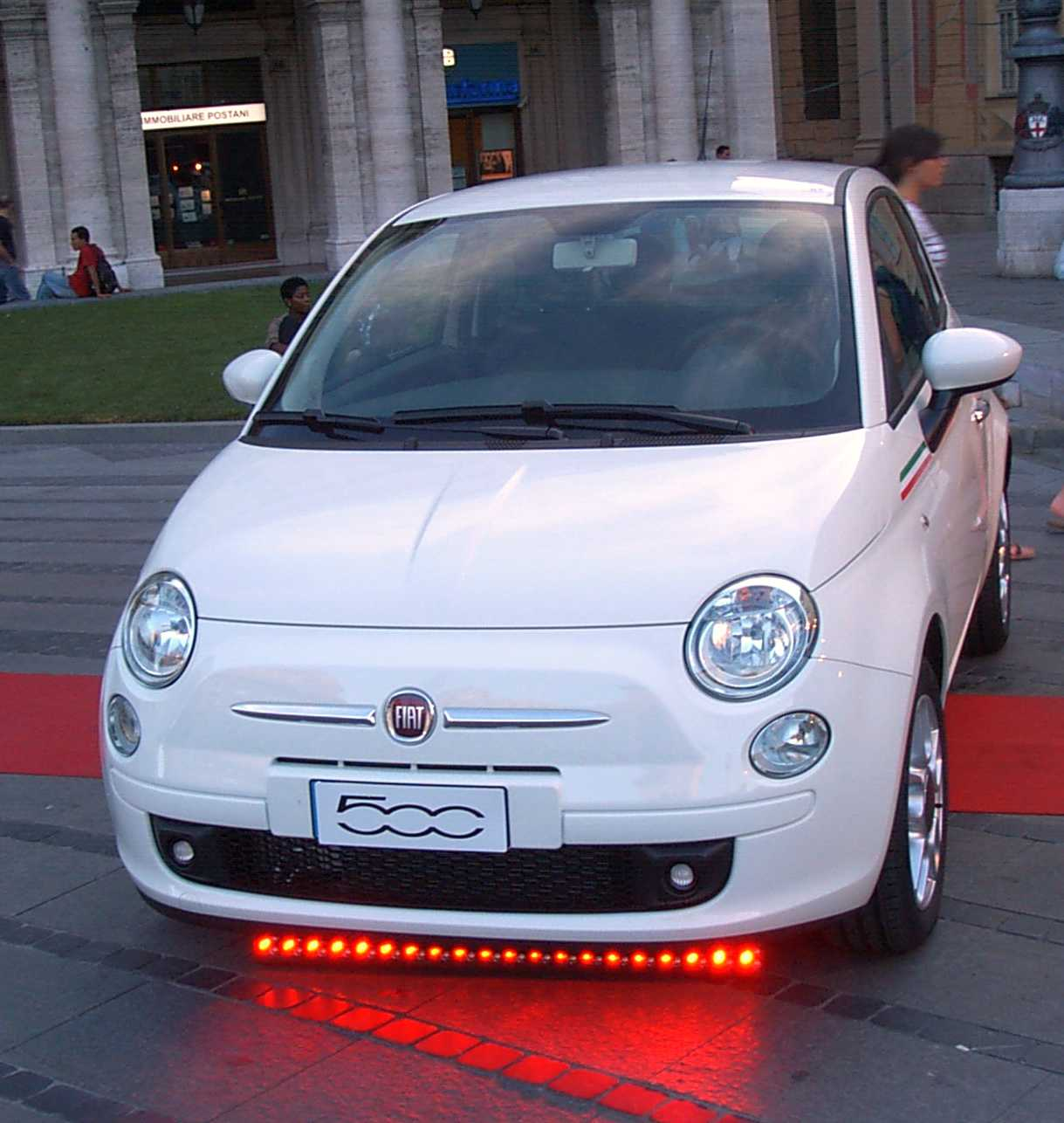
Autre vue.

Fiat avait déjà lancé le développement de son nouveau modèle de Fiat 500 quand, en 2005, elle s'est libérée de son alliance avec GM. La plate-forme retenue est celle de la Fiat Panda II qui a servi aussi pour la Ford Ka dans sa nouvelle version du modèle 2009.
Fiat a annoncé le 19 février 2007 que la présentation à Turin de sa nouvelle Fiat 500 aura lieu le 4 juillet de la même année. Les premiers exemplaires de la Nuova 500 sortent des chaînes de montage de l'usine de Tichy en Pologne en février 2007.
Le 4 juillet 2007, Fiat a organisé au centre de la ville de Turin, sur le fleuve Pô, un spectacle son et lumière pour célébrer le cinquantième anniversaire de la Fiat 500 et la présentation de la Nuova 500, avec la participation de personnalités et d'artistes internationaux comme Lauryn Hill. La présentation officielle française a eu lieu le 14 juillet 2007.
La nouvelle 500 est une 4 places. Son Cx est de 0,325. Elle a remporté le trophée européen de la voiture de l'année en 2008. L'usine de Tychy en Pologne, qui produit également la Fiat Seicento, dont la fabrication a été arrêtée en 2010, et la Fiat Panda II arrêtée en 2011, a été réaménagée pour accueillir ces nouveaux modèles.
Au lancement, Fiat tablait sur un volume de 70 000 exemplaires pour 2007 et de 120 000 exemplaires par année pleine. Mais l'engouement de la clientèle, qui a fait plus de 75 000 réservations en quatre mois (soit 5 000 de plus que les prévisions pour toute l'année 2007) avant même que la voiture n'ait été présentée et que l'on en connaisse le prix, a conduit la direction italienne à pousser à 150 000 puis à 190 000 et enfin à 210 000 exemplaires la production.

### Phase 2
Le 4 juillet 2015, Fiat présente la version restylée de la 500 dans l'usine de Tychy en Pologne. Elle adopte des phares inspirés de ceux du 500X et des feux à LED. Sur le plan technique, la technologie LED pour les feux diurnes et un système connecté remanié apparaissent,.
En juin 2016, Fiat présente une nouvelle version de sa 500 baptisée 500 S qui se démarque par des boucliers sportifs, des vitres arrière surteintées, des pots d'échappement chromés, une calandre grillagée et des jantes de 15 pouces.

## Gamme

### Caractéristiques générales
La Fiat 500 est une petite berline citadine avec deux portes, un coffre à l'arrière et la possibilité d'un toit ouvrant.
Ses dimensions sont pour la longueur de 3,54 mètres, la largeur de 1,63 mètre et la hauteur de 1,49 mètre. Son poids à vide varie de 865 à 1 370 kilogrammes.
Elle est équipée d'un moteur avant à essence de deux, trois ou quatre cylindres de 875 à 1 368 cm3, soit d'un moteur diesel de 1 300 cm2, soit d'un moteur électrique de 83 kW fonctionnant sur batteries.

### Fiat 500 berline

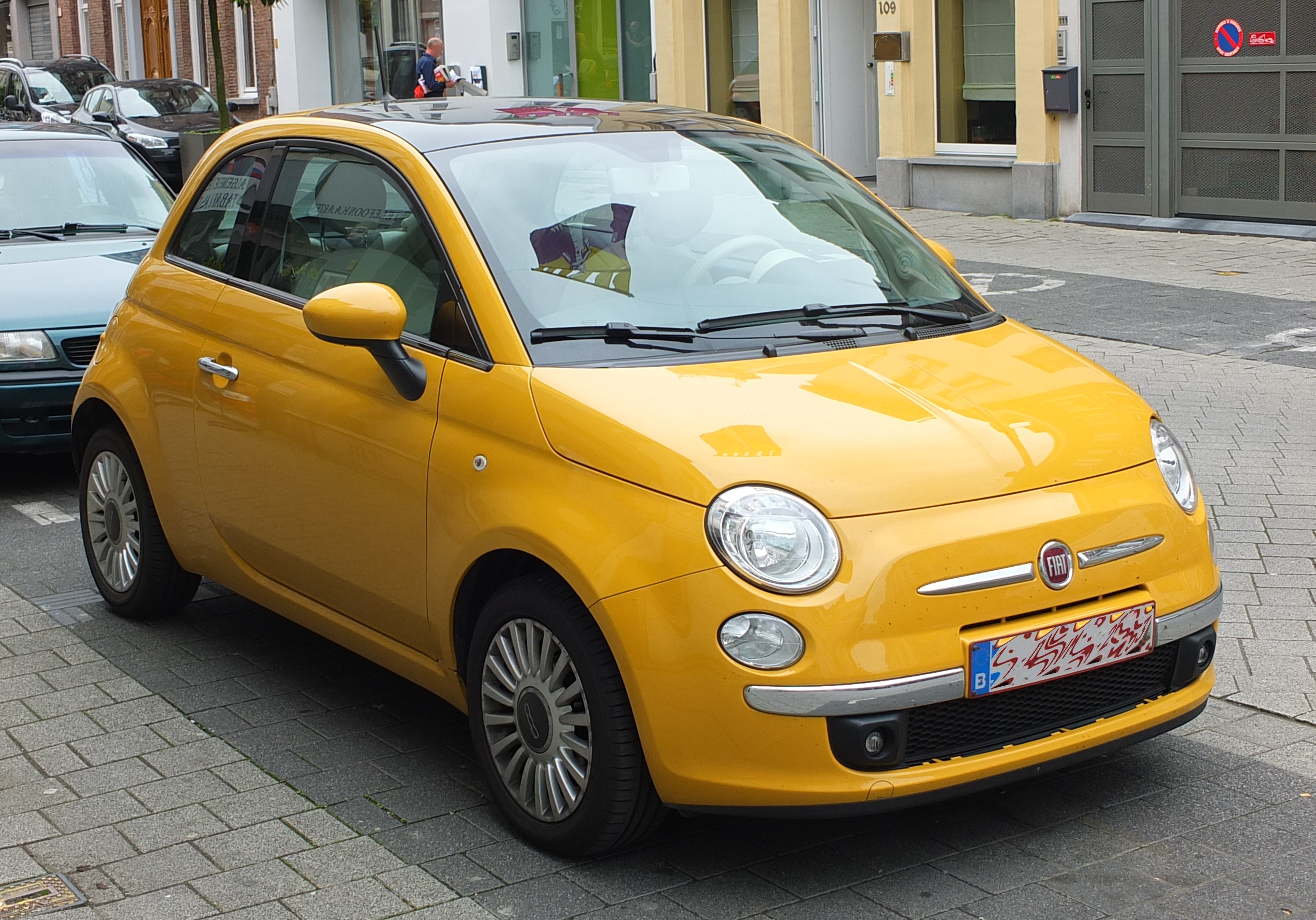
La Fiat 500 de 2007.

#### Motorisations

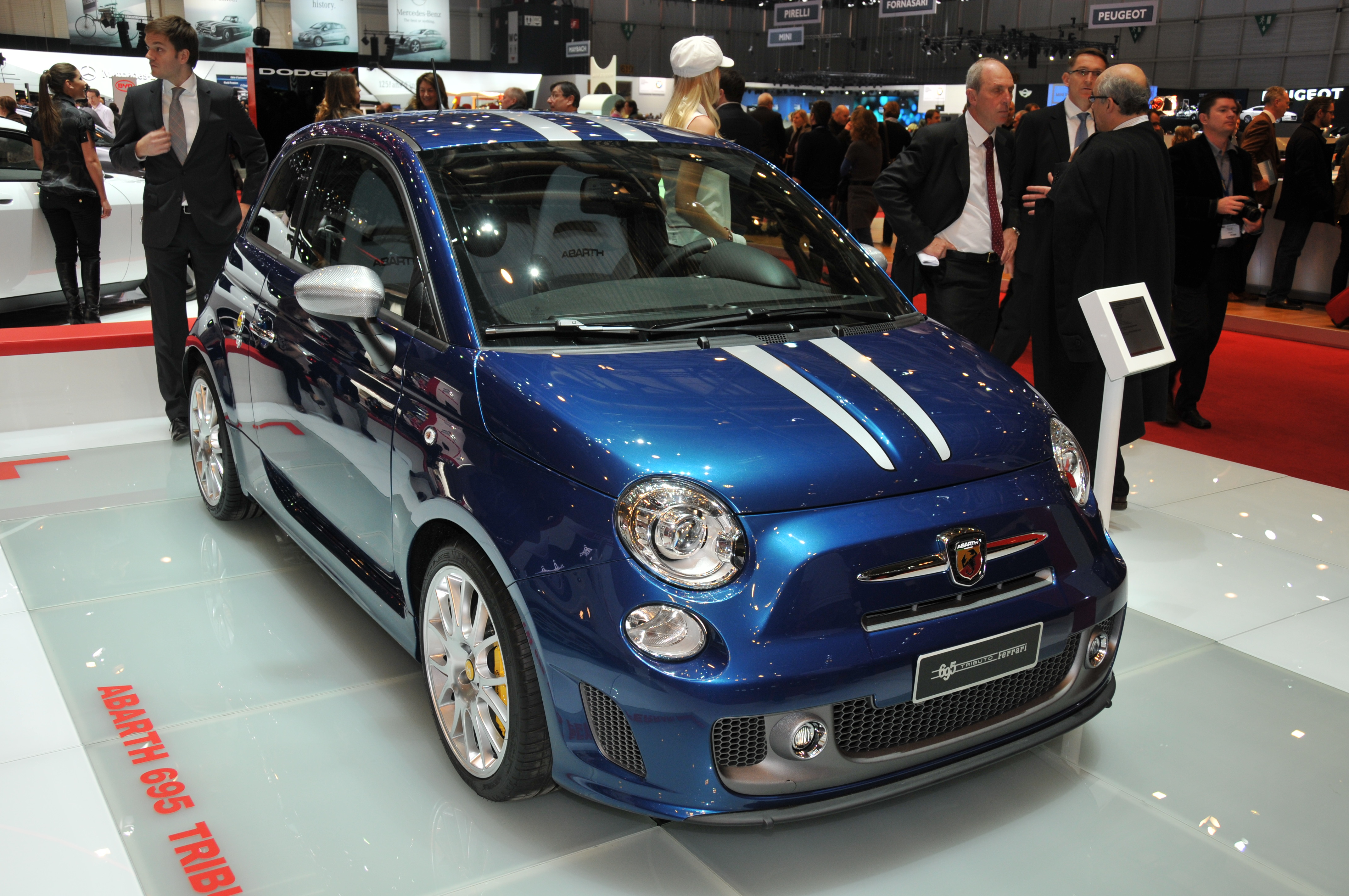
Abarth 695 Tributo Ferrari.

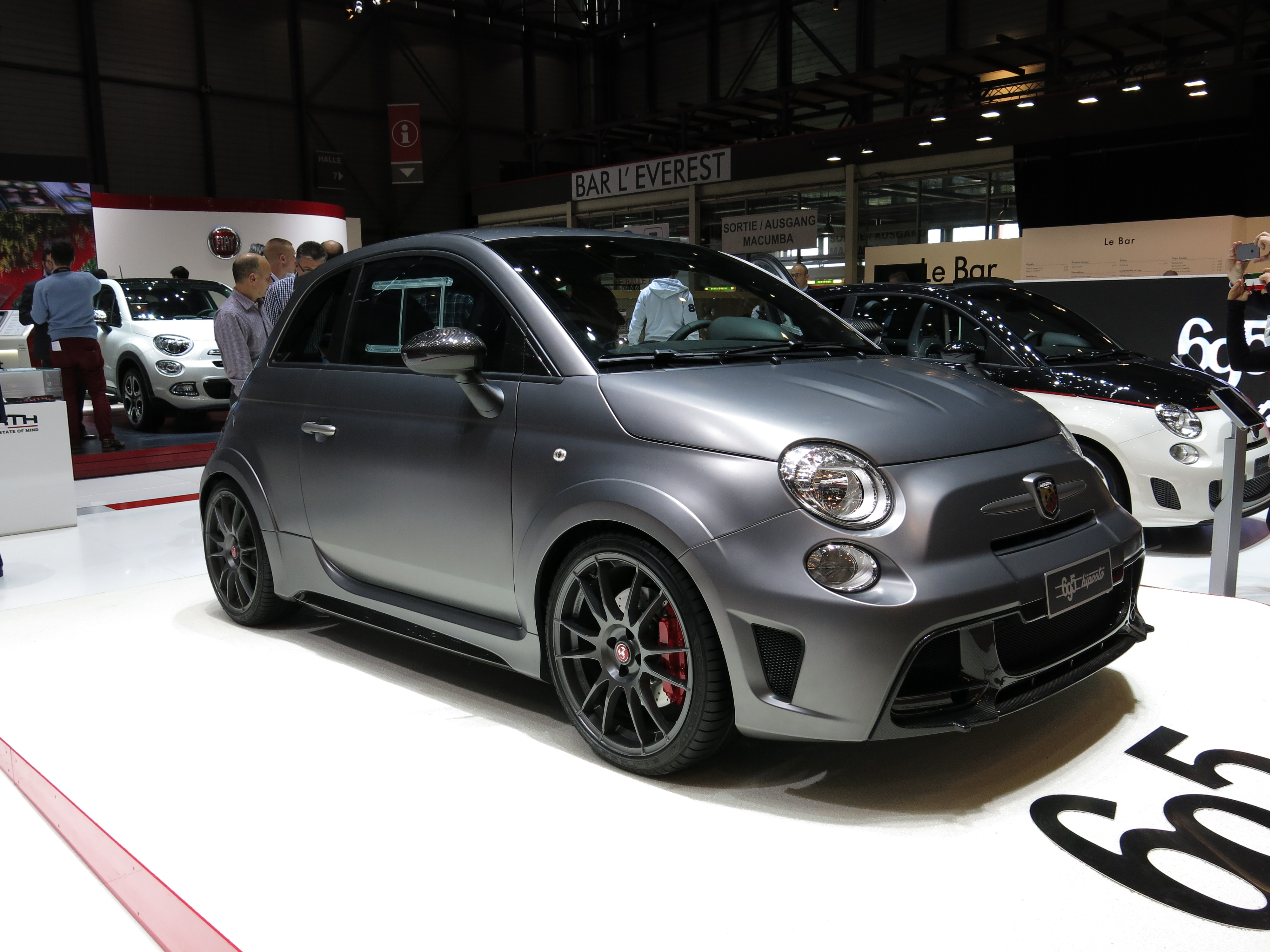
Abarth 695 Biposto.

| Moteur  | Poids en kg | Boite de vitesses | Cylindrée en cm3 | Puissance maximale en ch DIN (kW) à tr/min | Couple maximal en N m à tr/min | Vitesse maximale en km/h | 0 à 100 km/h en secondes | Consommation mixte en L/100 km | Rejet de CO2 en g/km         |
| ------- | ----------- | ----------------- | ---------------- | ------------------------------------------ | ------------------------------ | ------------------------ | ------------------------ | ------------------------------ | ---------------------------- |
| Essence |             |                   |                  |                                            |                                |                          |                          |                                |                              |
| 1,2 8v  | 865/860     | BVM               | 1 242            | 69 ch (51) à 5 500                         | 102 à 3 000                    | 160                      | 12,9                     | 5,1/4,8                        | 119/113 (Version Start&Stop) |
| 0,9 8v  | 930         | BVM               | 875              | 85 ch (62,5) à 5 000                       | 145 à 2 000                    | 173                      | 11                       | 3,8/4,2                        | 90/92                        |
| 1,4 16v | 930         | BVM6/BVA5         | 1 368            | 100 ch (73,5) à -                          | 131 à 4 250                    | 182                      | 10,5                     | 6,1/5,8                        | 140/135                      |
| 0,9 8v  | 930         | BVM               | 940              | 105 ch (-) à 5 500                         | 145 à 2 000                    | 188                      | 10                       | 4,2                            | 99                           |
| Diesel  |             |                   |                  |                                            |                                |                          |                          |                                |                              |
| 1,3 16v | 980         | BVM               | 1 248            | 75 ch (55) à 4 000                         | 145 à 1 500                    | 165                      | 12,5                     | 4,2                            | 110                          |
| 1,3 16v | 980         | BVM               | 1 248            | 95 ch (70) à 4 000                         | 200 à 1 500                    | 178                      | 10,7                     | 3,9                            | 97/104                       |

Une version Twinair de 105 ch est disponible à partir de mars 2014 pour remplacer le 1,4 100 ch sur la version classique et 500C.
* Nota : La version Dualogic dispose d'une boîte robotisée à simple embrayage. La version Diesel 95 ch dispose du système Start&Stop.

#### Finitions
Lors du restylage de la 500, elle est disponible en 7 finitions :
- Pop
- Lounge
- Star
- Club
- Urban
- Star
- Rockstar

#### Séries spéciales
- Rosso Amore Edizione
- Riva
- 60th Anniversary
- Mirror
- Anniversario
- Collezione Collection Printemps
- Collezione Collection Automne
- Repetto (limitée à 500 exemplaires)[6]

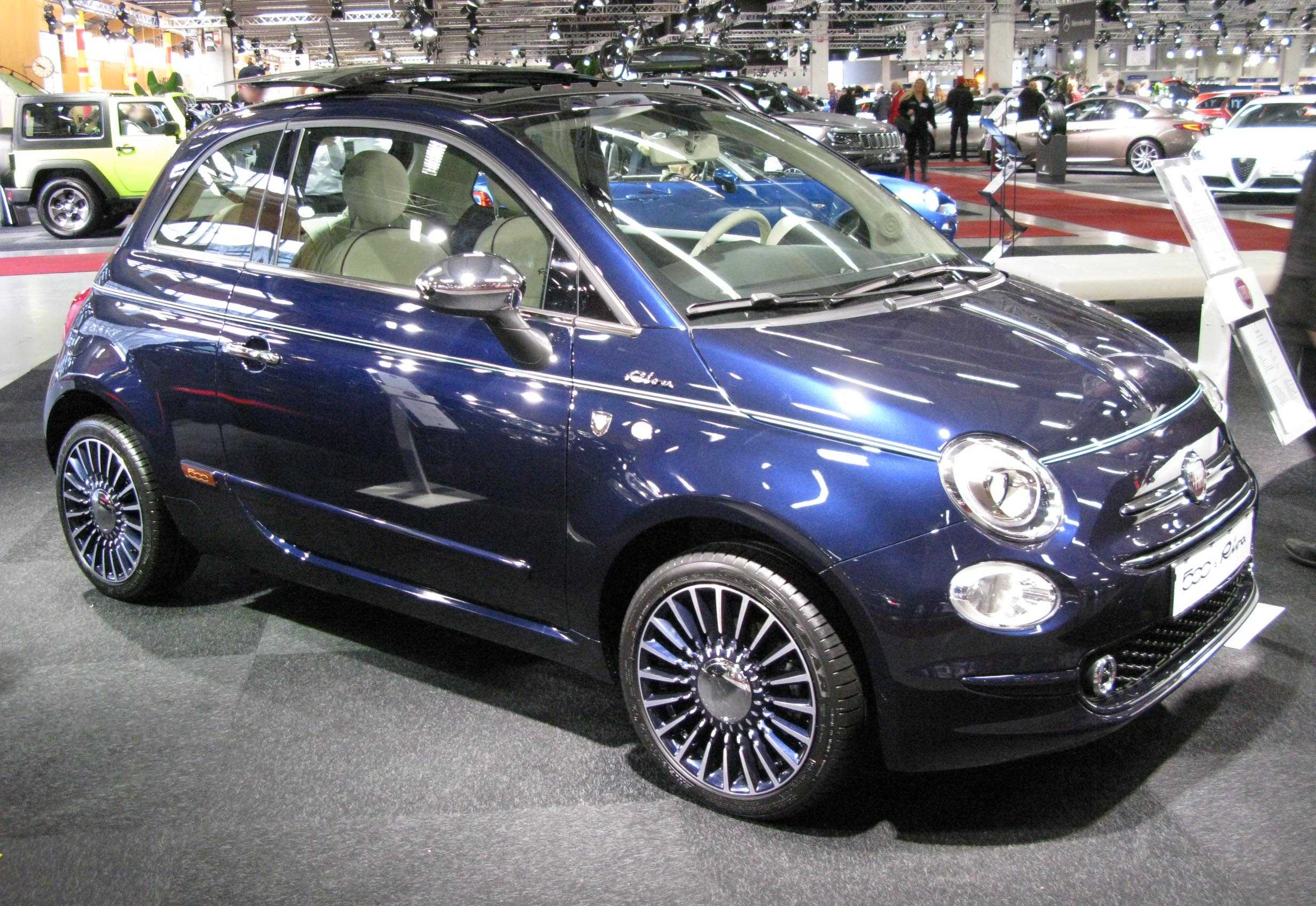
Fiat 500 Riva.

- 500 Dealers Ferrari (série numérotée et limitée à 200 exemplaires)
- 120th Anniversary
- 500 by Studio Harcourt (limitée à 500 exemplaires)[7]
- Star[8]
- Rockstar[8]
- Dolcevita[9]
- By diesel
- Gucci
- Italie
- America
- So pink
- Black Jack
- Vintage 57
- Hybrid Launch Edition

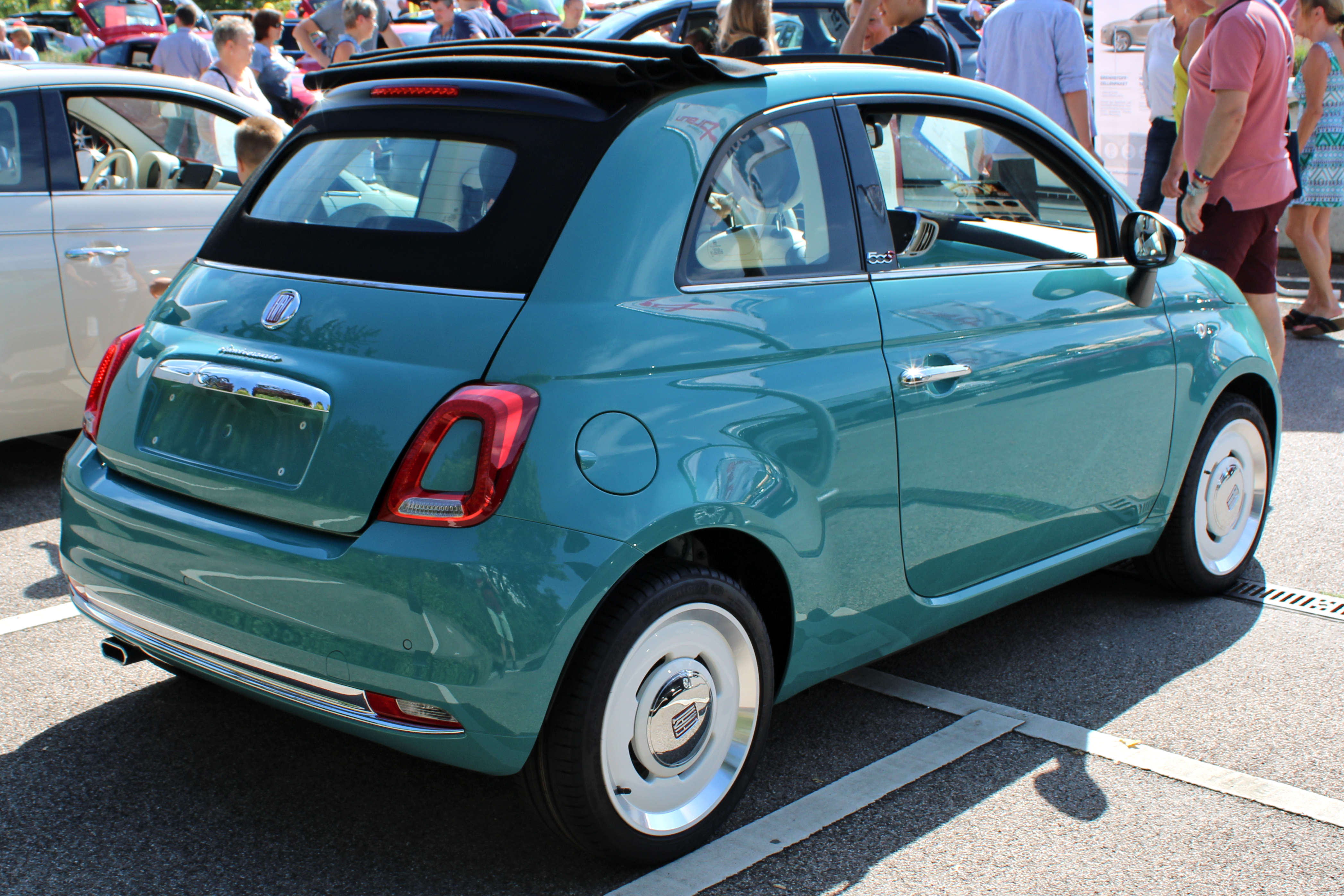
La Fiat 500C Anniversario.

- Hey Google (d'avril 2021 à janvier 2022) : série spéciale basée sur la finition Dolcevita qui inclut notamment un pack de bienvenue "Hey Google" et "Google Assistant"
- Web Collezione[10]
- Collezione 1957[11]
- Tributo Trepiuno
- Principessa (limitée à 30 exemplaires)

### Fiat 500C cabriolet
Le 4 juillet 2009, à peine deux ans après la 3 portes, Fiat Group Auto lance la version 500 Cabriolet, qui est aussi produite au Mexique pour être diffusée aux États-Unis dès son lancement et dans les pays d'Amérique Latine à partir de l'automne 2010.
Construite sur la même base que la berline, elle garde les arches latérales de la structure dans lesquelles coulisse la capote en toile doublée à manœuvre électrique. Elle s'ouvre en moins de 20 secondes et se recouvre en 15 secondes. Fiat a relevé le défi d'augmenter la hauteur disponible de l'habitacle dans cette version.
Elle dispose des mêmes motorisations que la berline y compris une version Abarth depuis 2010.
En 2015, la Fiat 500C en motorisation 1,2 69 ch, comme sur la famille 500, intègre la nouvelle finition Popstar à son catalogue.

#### Finitions
Lors du restylage de la 500C, elle est disponible en trois finitions :
- Popstar
- Lounge
- Club

#### Séries spéciales
- Rosso Amore Edizione
- 60th Anniversary
- Riva
- Spiaggina'58 (limitée à 1 958 exemplaires)[13]
- Star[8]
- Rockstar[8]
- Dolcevita
- Launch Edition
- Yacht Club Capri[14]
- Hey Google (d'avril 2021 à janvier 2022) : série spéciale basée sur la finition Dolcevita qui inclut notamment un pack de bienvenue "Hey Google" et "Google Assistant"
- Dolcevita Spiaggina[15]

### Versions sportives

#### Fiat 500 Abarth
Depuis l'automne 2008, la nouvelle 500 est proposée en version sportive 500 Abarth. Dans la lignée des 500 Abarth des années 1960 et de la Grande Punto Abarth, Fiat a développé trois versions : la routière avec un moteur 1 368 cm3 turbo développant 135 ch (99 kW) ou 160 ch (118 kW) avec le kit EsseEsse avec jantes, freins, suspensions et cartographie modifiées par un kit. Cette version est non disponible aux États-Unis où elle fut vendue sous le nom de Fiat 500 Abarth avec un moteur spécifique 1,4 turbo de 165 ch et 250 N m, soit le même moteur MultiAir que celui animant l’Abarth Punto Evo (contrairement aux autres pays où elle s'appelle Abarth 500) depuis 2011. Ou encore 190 ch (140 kW) dans la version Assetto Corse spécialement dédiée aux passionnés de courses et autres compétitions.
Cette version du moteur Fiat 1,4 litre dispose d'un couple maxi à 3 000 tr/min de 206 N m en version de base, 230 N m en version EsseEsse/Kit Abarth Elaborazione 595/Kit 695 Brembo Koni/Cabrio Italia/Opening Edition/ZeroCento et 300 N m en version Assetto Corse. Toutes les variantes du moteur ont été homologuées pour les normes Euro 5.
Au printemps 2010, Abarth lance la version sportive de la 500C, la version découvrable de la 500. Il existe aussi d'autres versions de la 500 Abarth comme :
- la 595 Turismo ;
- la 595 Competizione ;
- la 500 esseesse ;
- la kit Abarth Elaborazione 595 ;
- la kit 695 Brembo Koni (nl)" la "695 Edizione Maserati" limité à 499 exemplaires ;
- la 595 50e anniversaire, limitée à 299 exemplaires ;
- la Cabrio Italia ;
- la 695 Tributo Ferrari ;
- la Assetto Corse ;
- la "ZeroCento"[17] ;
- la 595 Abarth Scorpioneoro ;
- la 595 Abarth Yamaha[18] ;
- la 695 Esseesse Edition Collector[19]

#### Fiat 500 «695 Tributo Ferrari»
Présentée au salon de Francfort 2009, cette version Tributo Ferrari est équipée d'un moteur 1,4 litre turbo développant 180 chevaux. Elle est équipée d'une boîte robotisée à six rapports à commandes au volant. Elle a les teintes mythiques «rosso corsa (rouge)», «giallo modena (jaune)», «gris Silverstone» puis «bleu Abu Dhabi» complétées par des jantes 17" avec suspension et système de freinage développés spécialement.

#### L'Abarth 695 Biposto
En 2015, Abarth sort la 695 Biposto, version ultra radicale de la 500 Abarth. Directement dérivée de la version de course, elle propose 190 chevaux pour un poids limité à 997 kilos. En piochant dans les options, il est même possible d'en faire une voiture de rallye à peine homologuée pour la route : boîte de vitesses à crabots, vitres en polycarbonate, pack carbone... La facture est salée, près de 70 000 € toute équipée, mais les sensations sont sans pareil. Le prix suffit de lui-même à réguler la demande, sans que le groupe Fiat ait eu besoin d'en faire une série limitée.

#### Motorisations
| Motorisations Essence         | 1.4 135                        | 1.4 140                        | 1.4 160                        | 1.4 180                        | 1.4 190                        |
| Type                          | 4 cylindres en ligne 16s turbo | 4 cylindres en ligne 16s turbo | 4 cylindres en ligne 16s turbo | 4 cylindres en ligne 16s turbo | 4 cylindres en ligne 16s turbo |
| Cylindrée (cm3)               | 1 368                          | 1 368                          | 1 368                          | 1 368                          | 1 368                          |
| Puissance maxi. (ch - tr/min) | 135 à 5 500                    | 140 à 5 500                    | 160 à 5 750                    | 180 à 5 750                    | 190 à 5 500                    |
| Couple maxi. (N m - tr/min)   | 206 à 3 000                    | 206 à 3 000                    | 230 à 3 000                    | 250 à 3 000                    | 250 à 3 000                    |
| Boîte de vitesses             | BVM5                           | BV5 séquentiel                 | BVM5                           | BV5 séquentiel                 | BVM5                           |
| Transmission                  | aux roues avant                | aux roues avant                | aux roues avant                | aux roues avant                | aux roues avant                |
| Poids (kg)                    | 1 035                          | 1 370                          | 1 035                          | 1 070                          | 997                            |
| 0 à 100 km/h (s)              | 7,9                            | 7,9/8,1                        | 7,4                            | 7,6                            | 5,9                            |
| Vitesse maxi. (km/h)          | 205                            | 205                            | 211                            | 225                            | 230                            |
| Consommations (L/100 km)      | 6,5                            | 6,5                            | 6,7                            | 6,5                            | 6,5                            |
| Émissions de CO2 (g/km)       | 155                            | 150                            | 155                            | 151                            | 155                            |

### Carburants alternatifs

#### Fiat 500e EV USA
Le premier prototype de cette version électrique a été présenté et testé lors du Salon de Détroit en mars 2010. Elle était baptisée Fiat 500 Elettra BEV et sa motorisation dérivait d'un modèle Chrysler ENVI.
La véritable Fiat 500e EV USA, dans sa version définitive, commercialisée uniquement aux États-Unis en Californie depuis le mois d'avril 2013, a été lancée au Salon de Los Angeles en janvier 2013. Selon les tests conduits par l'EPA - Agence pour la Protection de l'Environnement américaine, la Fiat 500e EV USA est la voiture qui consomme le moins d'énergie parmi tous les modèles électriques commercialisés en Californie au 1er janvier 2013 : moins de 500 $ (soit 375 €) pour parcourir 24 140 km comprenant 55 % de chaussées normales et 45 % de voies urbaines. Le coût de location de la Fiat 500e EV en Californie est de 78 € par mois,.
La Fiat 500e EV, comme ses homologues thermiques destinées au marché nord et sud américain, sont produites dans l'usine mexicaine FCA de Toluca. Son moteur électrique développe 83 kW avec un couple de 200 Nm ; la vitesse maxi est de 137 km/h. Son autonomie est supérieure à 160 km en trafic urbain. Le temps de recharge des batteries lithium-ions, d'une capacité de 24 kWh, est de 4 heures sous 240 V avec un connecteur normalisé SAE J1772 (en).
Selon le responsable marketing de Fiat, Olivier François, le groupe turinois va baisser les prix de la Fiat 500e EV pour 2020. Les tarifs annoncés sont de 32 000 euros.

#### Immatriculations de Fiat 500 et 500e EV aux États-Unis et au Canada
En Amérique du Nord, les constructeurs ne dévoilent pas le détail des ventes par modèles. Les chiffres de la Fiat 500e BV sont fournis par les sites spécialisés sur ce type de véhicules selon les états officiels des immatriculations.
- États-Unis[25]

La commercialisation de la Fiat 500 a débuté en mars 2011 aux États-Unis, celle de la Fiat 500 Abarth en été 2012 et celle de la Fiat 500e BV en 2014.
| Modèle             | 2010 | 2011   | 2012   | 2013   | 2014   | 2015   | 2016   | 2017   | 2018  | 2019  | 2020 | 2021 | Total           |
| Fiat 500 & 500e EV | -    | 19 769 | 43 772 | 36 375 | 33 708 | 25 084 | 15 587 | 12 685 | 5 370 | 3 267 | 674  | 51   | 196 342         |
| Fiat 500e EV       | -    | -      | -      | 2 310  | 5 132  | 6 194  | 5 330  | 5 380  | 2 250 | 615   | NC   | -    | 27 211(partiel) |

Durant les 4 premiers mois de 2015, les immatriculations s'élèvent à 2 601 exemplaires soit 4,2 % de part de marché, faisant jeu égal avec la Chevrolet Volt. Depuis octobre 2014 la voiture est également commercialisée en Oregon en plus de la Californie. La fabrication de la Fiat 500e EV a été arrêtée fin novembre 2019.
- Canada[29]

La commercialisation de la Fiat 500 a débuté en 2012 au Canada.
| Modèle   | 2012  | 2013  | 2014  | 2015  | 2016  | 2017 | 2018 | 2019 | 2020 | 2021 | Total  |
| Fiat 500 | 8 474 | 5 956 | 5 566 | 2 955 | 1 010 | 840  | 269  | 117  | 17   | 5    | 25 209 |

#### Fiat 500 électriqueMicro-Vett
La version électrique de la Fiat 500 a été la vedette de l'édition 2009 du salon EVER Monaco.
Fabriquée en Italie par la société Micro-Vett à partir d'une carrosserie en provenance de l'usine Fiat de Pologne, elle est animée par un pack batteries lithium qui lui permet de parcourir jusqu'à 100 km avec une vitesse de pointe de 100 km/h. Les réservations pour les 50 premiers modèles numérotés ont été bouclées en quelques semaines sachant que son prix est de 38 000 € HT. Micro-Vett travaille activement au lancement de la production en grande série du véhicule, ce qui devrait permette d'en diminuer le coût.
La Fiat 500 électrique Micro-Vett a également participé au départ du Rallye de Monte-Carlo des Énergies Alternatives pour la dernière spéciale, dans la nuit du 28 mars 2009. Elle est distribuée en France par la société Newteon.

#### Fiat 500 Hybrid-Tech
Lors de la méga conférence concernant le plan quinquennal de Fiat Group, le Fiat Investor Day présenté le 21 avril 2010 par Sergio Marchionne, Fiat Auto a présenté la Fiat 500 Hybrid-Tech, un prototype qui donne un avant goût de ce que sera la future citadine hybride du groupe turinois.
La Fiat 500 hybride est équipée du tout nouveau moteur TwinAir de 900 cm3 et d'un moteur électrique inclus dans la nouvelle boîte de vitesses à double embrayage. Le constructeur n'a pas fourni les caractéristiques détaillées de cette prochaine version mais la Fiat 500 Hybrid-Tech sera une full-hybrid avec système plug-in, pour lui permettre de circuler indifféremment sur le moteur essence, électrique ou les deux combinés. La recharge des batteries s'opérant, comme pour tous les véhicules électriques modernes, sur une prise de courant.
La 500 hybride dispose de la nouvelle boîte de vitesses robotisée compacte à 6 rapports avec double embrayage à sec breveté par Fiat Powertrain Technologies idéalement conçue pour les véhicules des segments A et B.
L'utilisation de cette boîte de vitesses à double embrayage et du moteur bicylindre TwinAir turbo permet selon Fiat une réduction de 24 % des émissions de CO2, pour ne pas dépasser 80 g/km en version essence et 69 g/km en version gaz méthane.

### Fiat 500 Hybride (2020)
Alors que Sergio Marchionne, l'ancien patron du groupe italien, décédé en 2018, avait toujours refusé de mettre sur le marché mondial des modèles électriques,, la nouvelle direction a fait aboutir plusieurs études de motorisations électriques et hybrides lancées depuis fort longtemps.
Fiat a été pionnier en la matière. Dès 1973, le constructeur italien a présenté son premier prototype de voiture électrique, la Fiat X1/23, qui disposait d'une autonomie de 80 km. En 2008, il a présenté un prototype électrique autonome alimenté par panneaux solaires placés sur le toit, la Fiat Pylla et a lancé sa première voiture 100 % électrique produite en série, la Panda Elettra, en février 1990.
Le 8 janvier 2020, Fiat présente et commercialise deux modèles hybrides : la Panda, sur la base de la Panda City Cross et la 500. La motorisation est composée du tout nouveau moteur thermique Fiat Firefly 1.0 à 3 cylindres dont la puissance est ramenée de 100 à 70 ch DIN, avec le système électrique BSG 12 volts. La consommation tout comme l'émission de gaz polluants du moteur Fiat Firefly taré à 70 ch sont réduits de 20 %, selon les valeurs d'homologation des nouveaux modèles. Le prix catalogue des véhicules livrés en Italie à partir du 10 janvier 2020 débute à 10 900 euros.
Ce premier pas du géant turinois marque une étape importante dans l'histoire de Fiat qui va se poursuivre avec la présentation, au prochaine Salon de Genève début mars 2020, de la nouvelle Fiat 500 électrique, produite dans les ateliers aménagés sur le site Fiat Mirafiori à Turin.

#### Le nouveau moteur thermiqueFiat Firefly1.0
Ce nouveau moteur modulaire répond aux futurs critères d'homologation Euro VI. D'une cylindrée de 999 cm3, il développe une puissance de 100 ch DIN ramenée à 70 ch dans cette version hybride avec un couple de 92 N m à 3 500 tr/min. Il comporte un arbre à cames en tête avec un variateur de phase continu, actionnant 2 soupapes par cylindre disposant d'un taux de compression de 12:1 qui procure au moteur un rendement particulièrement élevé. L'ensemble est réalisé en alliage léger dont le poids est de seulement 77 kg.
Le système BSG est monté directement sur le moteur et est raccordé par la courroie de service. Le système permet de récupérer l'énergie en phase de freinage mais aussi en décélération, stockée dans une batterie au lithium de 11 Ah en l'utilisant avec un moteur électrique de 3,6 kW pour redémarrer le moteur thermique. Le moteur thermique s'arrête également lorsque la vitesse de la voiture est inférieure à 30 km/h ou simplement en plaçant le levier de vitesses au point mort. La boîte de vitesses comporte 6 rapports et le fonctionnement hybride est géré par l'ordinateur de bord.

## Sécurité
Cette Fiat 500 a passé avec succès tous les essais et tests Euro NCAP et a obtenu en août 2007 le maximum possible de « cinq étoiles », réalisant le meilleur score dans sa catégorie.

## Évolutions techniques

### Moteur TwinAir SGE 2010
Il s'agit du Fiat SGE (pour « small gasoline engine »), une nouvelle génération de moteurs à essence développée par Fiat Powertrain Technologies qui comporte deux cylindres suralimentés de 875 cm3, délivrant une puissance de 85 à 105 ch DIN, et de 65 ch dans sa version non suralimentée. Les soupapes sont actionnées par un système électrohydraulique Multiair contrôlant la levée variable des soupapes d'admission.
Au salon de Genève 2010, Fiat Auto a présenté la Fiat 500 équipée de ce moteur dans sa version 85 ch avec un couple de 145 N m qui ne dégage que 92 g de CO2 au kilomètre, avec une consommation, selon les chiffres du constructeur, en baisse de 15 % par rapport au 1,2 litre 8 soupapes de 70 ch. Ses prestations sont comparables à celles du modèle 1,4 litre de 100 ch, mais avec une consommation inférieure de 30 %. Grâce à son contre-arbre d'équilibrage, les vibrations à l'intérieur du véhicule ne sont pas plus importantes qu'avec les moteurs à quatre cylindres. Le lancement officiel de cette version est programmé pour le 4 juillet 2010, trois ans jour pour jour après le premier lancement de cette nouvelle Fiat 500. En France, la commercialisation a commencé en septembre 2010.
Une version très perfectionnée de ce moteur peut fonctionner avec un carburant de nouvelle génération : un mélange composé à 70 % de gaz naturel et à 30 % d'hydrogène.
Ce moteur a été présenté en avant première sur un prototype Fiat Panda Aria au salon de Francfort en octobre 2007. Il équipera aussi la future Fiat Topolino en 2011.

## Autres pays de production et commercialisation

### La Fiat 500 américaine

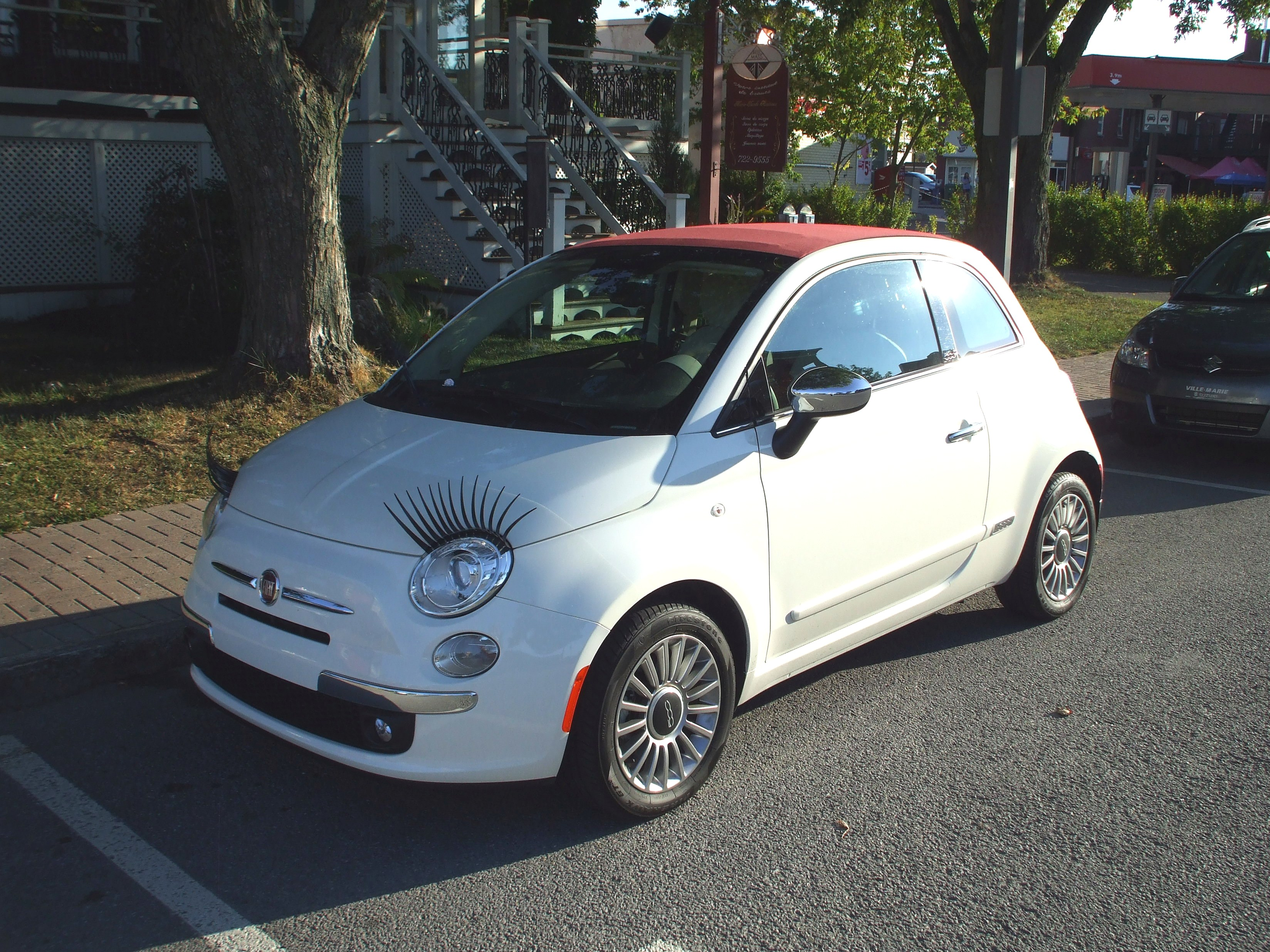
La Fiat 500 à Rimouski au Québec.

Depuis le rachat du groupe américain Chrysler en 2009, Fiat dispose d'un centre de production à Toluca, au Mexique, où sont produits certains modèles Chrysler et Dodge. Fiat y produit également le Fiat Freemont pour l'ensemble de son réseau mondial. Cette version de la Fiat 500 a été spécialement adaptée au marché nord-américain, avec une climatisation renforcée, des sièges redessinés pour accueillir des personnes de forte taille, et l'ajout d'accessoires extérieurs pour respecter les normes locales. Cette version est produite depuis le 3 décembre 2010 et est commercialisée au Canada, États-Unis, tous les pays d'Amérique latine et la Chine.
La cadence annuelle programmée est de 50 000 exemplaires mais destinée à augmenter. À fin juillet 2012, la production avait déjà atteint 45 000 exemplaires depuis le début de l'année. Au 30 avril 2018, la production a atteint 296.397 unités et Fiat a vendu 237.681 exemplaires de la 500 en Amérique du Nord (États-Unis et Canada).
Le seul moteur actuellement disponible sur le modèle américain est le 1 368 cm3 16V Multiair, fabriqué dans l'usine Fiat FPT dans le Michigan, accouplé à une boîte manuelle à 5 rapports ou à une boîte automatique séquentielle à 6 rapports avec convertisseur. Cette transmission n'est pas disponible en Europe.
Grâce à la 500, le constructeur italien revient aux États-Unis après 27 ans d'absence.
La Fiat 500 a connu une croissance lente de ses ventes aux États-Unis en 2011 où elle ne s'est écoulée qu'à 30 000 exemplaires. 2012 a vu un bon de plus de 300 de ces chiffres et les ventes dépassent les 4 200 exemplaires mensuels. Les ventes de la version Abarth ont été bloquées en juin 2012 à cause de la production limitée de l'usine à 250 exemplaires mensuels. Le carnet de production étant complet jusqu'à fin 2013.

#### Motorisations
|                             | 1.4 - 16V             | 1.4 - 16V Turbo  | Abarth                         | 500e EV               | 1.4 Flex 8V (Brésil) (essence/ethanol) | 1.4 16V MultiAir (Brésil/Argentine) |
| --------------------------- | --------------------- | ---------------- | ------------------------------ | --------------------- | -------------------------------------- | ----------------------------------- |
| Moteur                      | 1 368 cm3             | 1 368 cm3        | 1 368 cm3                      | Électrique            | 1 368 cm3                              | 1 368 cm3                           |
| Puissance ch/kW             | 101 ch / 75 kW        | 135 ch / 101 kW  | 160 ch / 119 kW à 5 500 tr/min | 83 kW                 | 85/88 ch / 55 kW à 5 750 tr/min        | 105 ch / 80 kW à 6 250 tr/min       |
| Couple (N m)                | 131 à 4 250           | 206 à 3 000      | 230 à 3 000                    | 200                   | 125 à 3 500                            | 136 à 3 850                         |
| Poids                       | 1 074 kg              | 1 106 kg         | 1 142 kg                       | 1 352 kg              | 1 061 kg                               | 1 090 kg                            |
| Vitesse maxi.               | 177 km/h              | 201 km/h         | 210 km/h                       | 137 km/h              | 170/172 km/h                           | 183 km/h                            |
| 0 à 100 km/h                | 10,9 s                | 8,2 s            | 7,7 s                          | 9 s                   | 12,5 s                                 | 10,7 s                              |
| Consommation mixte          | 5,9 L/100 km          | 5,6 L/100 km     | 6,1 L/100 km                   | 0 L/100 km            | 4,2 L/100 km                           | 4,7 L/100 km                        |
| Émission CO2 (FAP + Euro 5) | g/km                  | g/km             | g/km                           | 0 g/km                | 110 g/km                               | 114 g/km                            |
| Dates production            | Mars 2011 - Nov. 2019 | 2012 - Nov. 2019 | Mars 2012 - Nov. 2019          | Nov. 2012 - Nov. 2019 | Déc. 2010 - Nov. 2019                  | Déc. 2010 - Nov. 2019               |

### La Fiat 500 en Chine
Commercialisée sur le marché chinois depuis le 1er juillet 2011, la 500 est importée du Mexique, où elle est produite aux côtés des modèles destinés aux marchés américains.

### La Fiat 500 en Inde
Commercialisée en Inde depuis juillet 2008.

### La Fiat 500 en Algérie
La Fiat 500 est assemblée en Algérie dans la nouvelle usine Fiat de Tafraoui, près d'Oran inaugurée en décembre 2023, où sont aussi assemblés les utilitaires, Doblò II, Scudo III, Ducato III et, depuis 2024, le pick-up Titano.

## Récompenses
La Fiat 500 a reçu au mois d'octobre 2007 le prix « EuroCarBody », récompensant la meilleure carrosserie commercialisée en Europe, d'un point de vue technologique. Elle a surtout reçu le 15 novembre 2007 le titre de voiture de l'année 2008.
- Auto Express : « Meilleure voiture citadine » 2009[38].

- Le 13 juillet 2011, la Fiat 500 a été honorée par le Comité Européen de Design qui lui a attribué le Compas d'Or ADI.

- Men's Journal : Prix « Gear of the Year », catégorie Véhicule 2011 (version US)[39].

## Production
La fabrication de la Fiat 500 Berline 2e génération a débuté dans l'usine Fiat Auto Poland de Tychy, dans le Sud de la Pologne, au mois de mai 2007. Elle a été élue voiture de l'année 2008. La production de la version Abarth a débuté un an plus tard, en 2008.
| Usine            | 2007   | 2008    | 2009    | 2010    | 2011    | 2012    | 2013    | 2014    | 2015    | 2016    | 2017    | 2018    | 2019    | 2020       | 2021       | 2022 | Total     |
| Tichy - Pologne  | 65 116 | 201 542 | 184 143 | 185 106 | 157 231 | 151 364 | 182 695 | 198 287 | 195 986 | 193 733 | 201 339 | 210 063 | 190 694 | 137 215(*) | 127 042(*) |      | 2 779 144 |
| Toluca - Mexique | -      | -       | -       | 766     | 58 903  | 81 874  | 53 270  | NC      | NC      | NC      | NC      | NC      | 1 798   | -          | -          | -    | 304 426   |

Le 28 mars 2010, l'usine Fiat de Tichy a fêté la 500 000e Fiat 500 sortie des chaînes.
Le succès s'est poursuivi pour atteindre le million le 19 avril 2013.
L'usine Fiat-Chrysler de Toluca, au Mexique, a lancé la fabrication du modèle américain le 13 décembre 2010 et la version électrique en 2013. La Fiat 500 est commercialisée dans 90 pays dans le monde.
En mai 2018, le constructeur italien annonce la production de la 2 000 000e Fiat 500 produite en 11 ans dans son usine polonaise de Tichy plus 300 000 au Mexique. 80 % de la production est exportée dans une centaine de pays.
Le 22 mars 2021, le cap des 2,5 millions d'exemplaires de la Fiat 500 produits dans l'usine de Tychy est franchi.
(*) L'année 2020 a été marquée par la pandémie de Covid 19 qui a entrainé la fermeture des usines durant 9 semaines pour protéger les ouvriers du risque de contamination. Les années 2021 & 2022 sont marquées par le manque de nombreux composants électroniques qui équipent les voitures modernes (tableau de bord et gestion électronique des moteurs).

### L'arrêt des motorisations diesel
À partir du mois de juin 2018, le constructeur italien a décidé de ne plus équiper ses modèles  500 et Panda avec son moteur diesel 1,3 litre qui sera désormais réservé aux seuls véhicules utilitaires.

## La Fiat 500 en quelques chiffres
Voici les éléments que le marketing Fiat a dévoilés lors du lancement du modèle le 7 juillet 2007 :
- 500 000 variantes possibles entre choix de finition, couleur, motorisation et possibilités de personnalisation,
- 865 kg, le poids de la version avec moteur 1200. La turbodiesel pèse 930 kg et la 1400, 980 kg,
- 185 litres, le volume du coffre dont la capacité passe à 500 litres avec la banquette arrière rabattue,
- 182 km/h, la vitesse de la version avec le moteur 1400 essence de 100 ch, la 1200 (69 ch) atteint les 160 km/h, et la 1300 JTDm (75 ch) les 165 km/h.
- 111 g/km, le rejet de CO2 de la version 1.2 essence. La 1.3 Multijet avec le filtre à particules DPF 119 g/km et la 1400, 149 g/km.
- 100, le nombre d'accessoires originaux propres à la seule Fiat 500 dans la gamme du constructeur. Parmi la longue liste on peut citer le diffuseur électrique de parfum dans l'habitacle, le porte-paquets à fixer sur le hayon, les habillages de couleur interchangeables de la clé.
- 35 litres, la capacité du réservoir de carburant de la version européenne,
- 15, le nombre d'espaces de rangements dans l'habitacle : 12 à l'avant dont un de 3 dm3 sous le siège du passager,
- 12 mois, le délai pour que toutes les versions soient équipées du système Start and Stop, développé par Magneti-Marelli,
- 7, le nombre de coussins gonflables (Airbags) de série, dont un pour protéger les genoux du conducteur, une première mondiale pour une voiture non classée dans les catégories grande routière de luxe ou grand tourisme,
- 6, le nombre de vitesses de la boîte manuelle de la version 1400, 5 pour les autres versions. La boîte robotisée DualLogic figure au catalogue des variantes mécaniques,
- 5, le nombre d'étoiles EuroNcap acquises avec les contraintes 2008, mais Fiat s'est déjà assuré d'obtenir les 6 étoiles lorsque la nouvelle norme sera applicable en 2009, c'est le meilleur résultat de la catégorie,
- 2, les versions du toit en verre disponibles, une fixe, l’autre ouvrant électriquement,
- 0,36 pour le thermique et 0.31 pour la version USA électrique, le Cx.

## Dans la culture populaire

### Jeux vidéo
L'Abarth 500 est jouable dans plusieurs jeux:
- Asphalt 3D
- Asphalt 6: Adrenaline
- Asphalt 7: Heat
- Assetto Corsa
- CSR 2
- Driver: San Francisco
- Forza Horizon
- Forza Horizon 2
- Forza Horizon 3
- Forza Motorsport 3
- Forza Motorsport 4
- Forza Motorsport 5
- Forza Motorsport 6
- GTI Club+
- GTI Club Supermini Festa!
- Gran Turismo 6
- Gran Turismo 7
- The Crew
- World of Speed

La version Assetto Corse est jouable dans Assetto Corsa et Simraceway.
La version R3T est disponible dans Sébastien Loeb Rally Evo
La version 695 Biposto est jouable dans Asphalt Street Storm Racing, Forza Horizon 3 et Forza Motorsport 6.